# 天役
天役（てんやく）は、中世の日本において朝廷が臨時に課した公事のことで勅役（ちょくやく）・勅事（ちょくじ）と同じとされる。中世後期（室町時代前期以降）は、点役と記されるようになった。
元来は造内裏役・大嘗会役・役夫工米など天皇のための行事・事業に対する一国平均役を指した。後に元寇などの内外の軍事的危機を機会に鎌倉幕府も天役の名目で軍資金や兵粮米の徴収を行った（鎌倉幕府だけでなく、仁和寺や醍醐寺のような天皇に近い寺社（権門）が「天役」と称して臨時徴税を行った例が知られている）。『太平記』（巻10）には得宗北条高時が討幕勢力に対抗するために臨時の天役を上野国新田荘に賦課し、それを反発した新田義貞が討幕の兵を挙げたと伝えられている。
後に、領主が点定（てんじょう＝検注）をして徴収する徴税行為と混同され、守護や荘園領主による臨時徴収を含めて「点役」と呼ばれるようになったとされる（ただし、この経緯に関しては不明な部分もある）。『日葡辞書』には「テンヤク（点役）:ある仕事をするようにと、主君がすべての人に負わせる任務、または義務」と記されている。